# Белокрила чучулига
Белокрилата чучулига (Alauda leucoptera, синоним Melanocorypha leucoptera) е птица от семейство Чучулигови (Alaudidae).

## Разпространение
Видът е разпространен в южна Украйна през Казахстан до южните и централни части на Русия.
Среща се и в България.